# میلن ۱۱۷۶۷
سیارک ۱۱۷۶۷ (به انگلیسی: 11767 Milne، نامگذاری:3224T-1) یازده هزار و هفتصد و شصت و هفتمین سیارک کشف شده‌است که در ۲۶ مارس ۱۹۷۱ کشف شد.
قدر مطلق سیارک برابر ۱۰٫۷ است.